# Falling in Love (película de 1984)
Falling in Love — conocida en español con los títulos de Enamorándose, Enamorarse o Amor a primera vista— es una película romántica de 1984 dirigida por Ulu Grosbard y protagonizada por Meryl Streep y Robert De Niro. En la versión 1985 del Premio David di Donatello, Streep recibió el galardón a la mejor actriz extranjera por su rol en esta película.

## Argumento
Mientras hacen las compras para sus respectivas familias en Navidad el reconocido arquitecto Frank Raftis (De Niro) y la artista gráfica Molly Gilmore (Streep), se cruzan y confunden sus regalos de Navidad, envueltos en papel de regalo y al ser del mismo tamaño. 
Se buscan para regresar los regalos de Navidad, encuentran en el tren para viajar a la ciudad, se conocen y luego inician un romance, lo que comienza como una amistad agradable se convierte en un romance en la ciudad de Nueva York. 
Ambos se sienten culpables, consideran lo que están haciendo no es correcto, son dos buenas personas y no desean hacer daño a nadie, quieren mantener sus familias, evitar encontrarse nuevamente,  no obstante se aman a pesar de todo y de todos. Sus matrimonios hace tiempo que dejaron de existir, pero ellos siguen enamorados y no podrán luchar contra ese amor.

## Reparto
- Robert De Niro como Frank Raftis.
- Meryl Streep como Molly Gilmore.
- Harvey Keitel como Ed Lasky.
- Jane Kaczmarek como Ann Raftis.
- George Martin como John Trainer.
- David Clennon como Brian Gilmore.
- Dianne Wiest como Isabelle.
- Victor Argo como Victor Rawlins.
- Wiley Earl como Mike Raftis.
- Jesse Bradford como Joe Raftis.
- Chevi Colton como Elevator Woman.
- Frances Conroy como Waitress.
- James Ryan como Cashier.
- Kenneth Welsh como Doctor.

## Lugares de rodaje
Toda la película se desarrolla en el área metropolitana y los suburbios de Nueva York. Hay escenas en lugares como la famosa librería Rizzoli, el Trump Tower, la línea de tren del río Hudson, y el Dobbs Ferry.